# Mauricianum

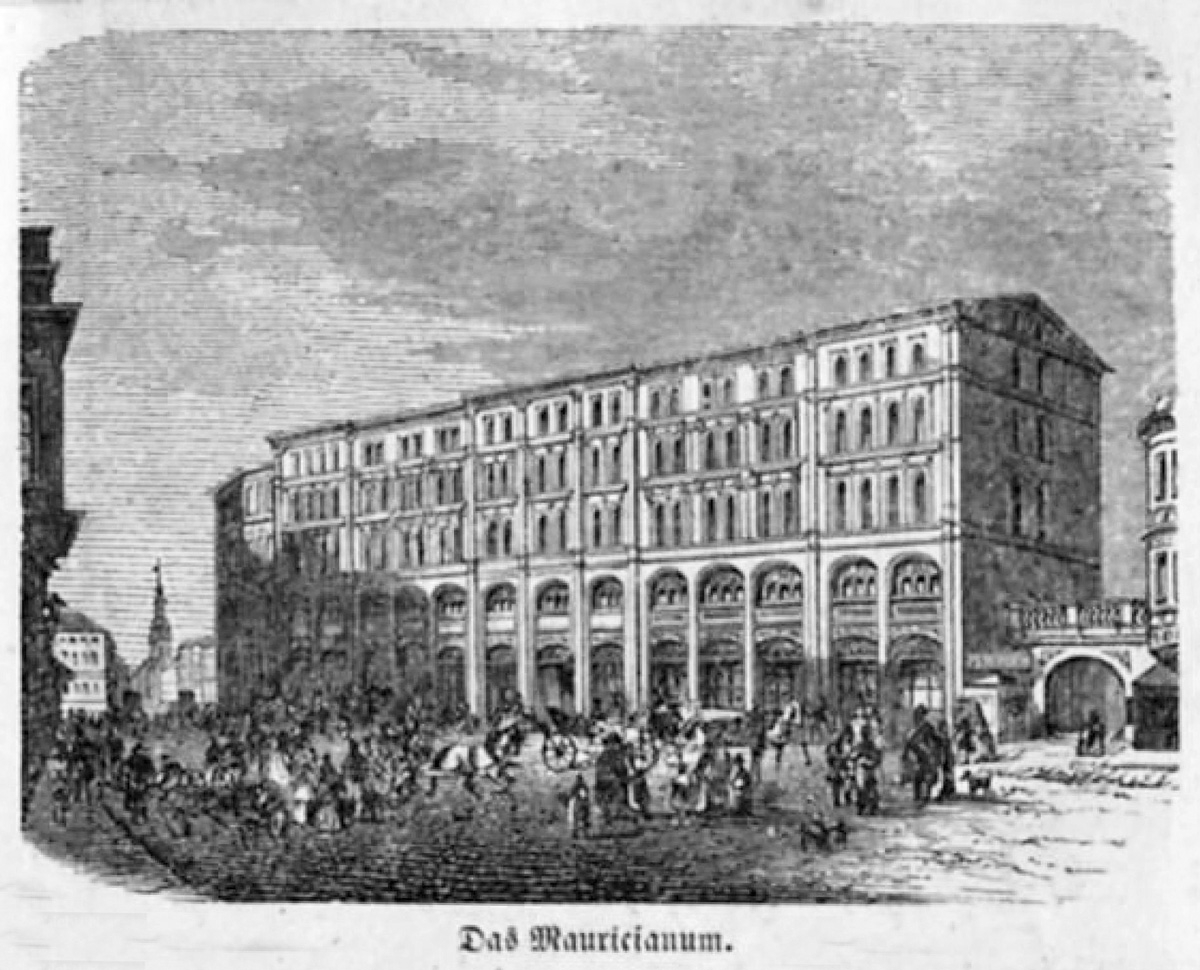
Das Mauricianum in der Grimmaischen Straße in Leipzig (um 1850)

Das  Mauricianum war ein Gebäude der Universität Leipzig auf der Südseite der Grimmaischen Straße in dem Abschnitt zwischen Universitätsstraße und Augustusplatz. Es wurde 1849 errichtet und 1943 durch Bomben zerstört.

## Geschichte
Bis zum Beginn des 19. Jahrhunderts reichte der Kirchhof der Universitätskirche, der ab 1653 zum Teil Botanischer Garten war, bis an die Grimmaische Straße. Mit der weiteren Entwicklung der Stadt wollte die Universität die günstige Lage an der Grimmaischen Straße ökonomisch nutzen. Sie errichtete deshalb 1817 zwischen dem Fürstenhaus und den Bauten am Grimmaischen Tor ein einstöckiges Gebäude mit vorgesetztem schmalen Säulengang, die Colonnaden, deren einzelne Einheiten an Kaufleute und Handwerker vermietet wurden.
Bereits reichlich 30 Jahre später entschloss man sich, die Colonnaden durch ein mehrstöckiges Haus zu ersetzen. Albert Geutebrück (1801–1868) entwarf ein fünfstöckiges Gebäude mit relativ schlichter Fassade zur Grimmaischen Straße. Es wurde 1849 fertiggestellt. Es erhielt den Namen Mauricianum nach der latinisierten Namensform des Kurfürsten Moritz von Sachsen (1521–1553), der 1544 das säkularisierte Paulinerkloster der Universität übereignet hatte.
Erdgeschoss und Mezzanin waren jeweils in 13 Bogenformen zusammengefasst, von denen die äußeren beiden und die mittleren drei leicht vorgestellt waren. Die drei Stockwerke darüber wiesen über jedem der Bögen jeweils zwei Fenster auf.
Erdgeschoss und Mezzanin wurden an Geschäftsleute vermietet. Die übrigen Räume wurden größtenteils von der Universität genutzt. Gemäß einer Übersicht über die Einrichtungen der Universität von 1943 waren im Mauricianum beheimatet die Theologische Fakultät mit sechs Seminaren und die Philosophische Fakultät mit dem Institut für Sprechkunde und dem Japanischen Institut.
Beim Bombenangriff vom 4. Dezember 1943 auf Leipzig wurde das Mauricianum vollständig zerstört. Die in den 1970er Jahren hier aufgeführten Bauten der Karl-Marx-Universität mit der Universitätsbuchhandlung waren in der Bauflucht zurückgenommen und davor Grünanlagen und Wasserspiele errichtet worden. Mit der neuen Universitätsbebauung wurde 2009 auf der alten Bauflucht wieder ein Wohn- und Geschäftshaus errichtet, das neben Einzelhandelsgeschäften in der Erdgeschosszone die Institutsräume der Wirtschaftswissenschaftlichen Fakultät der Universität beherbergt.

Der Platz des Mauricianums über vier Jahrhunderte
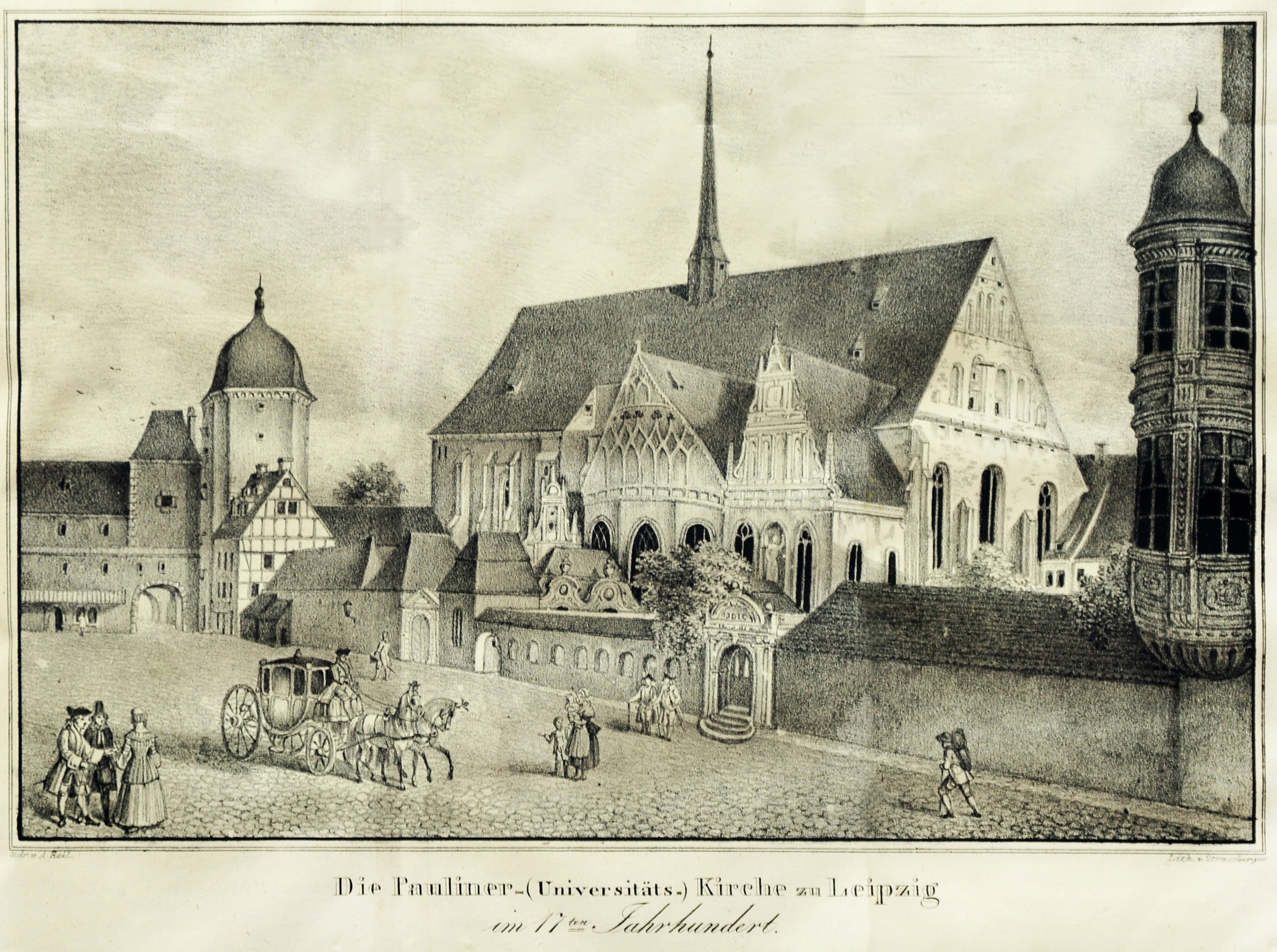
17. Jahrhundert Eingang zum Botanischen Garten
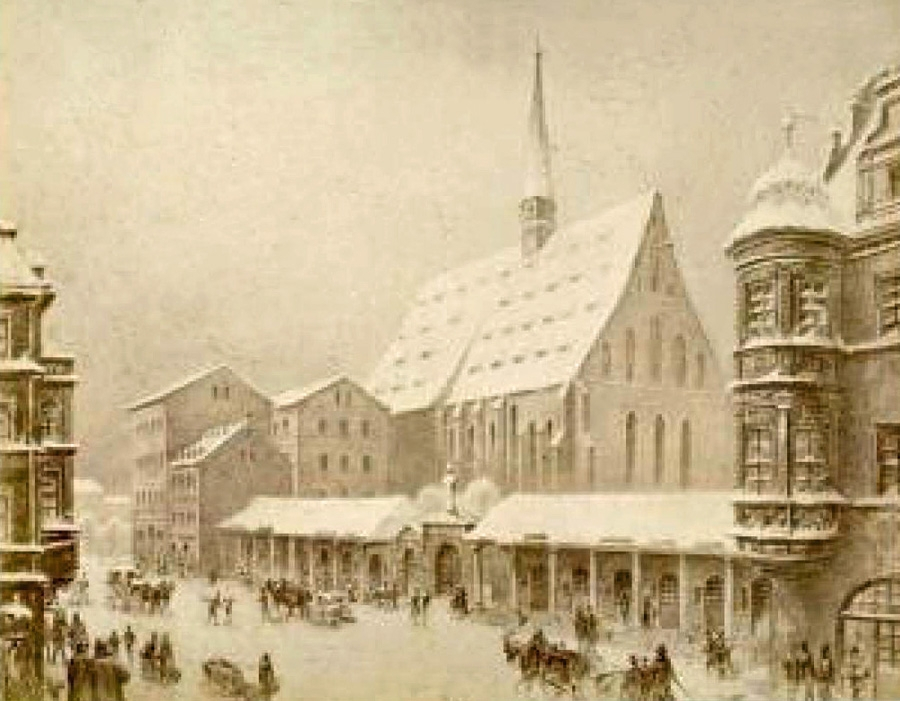
1817–1849 Colonnaden
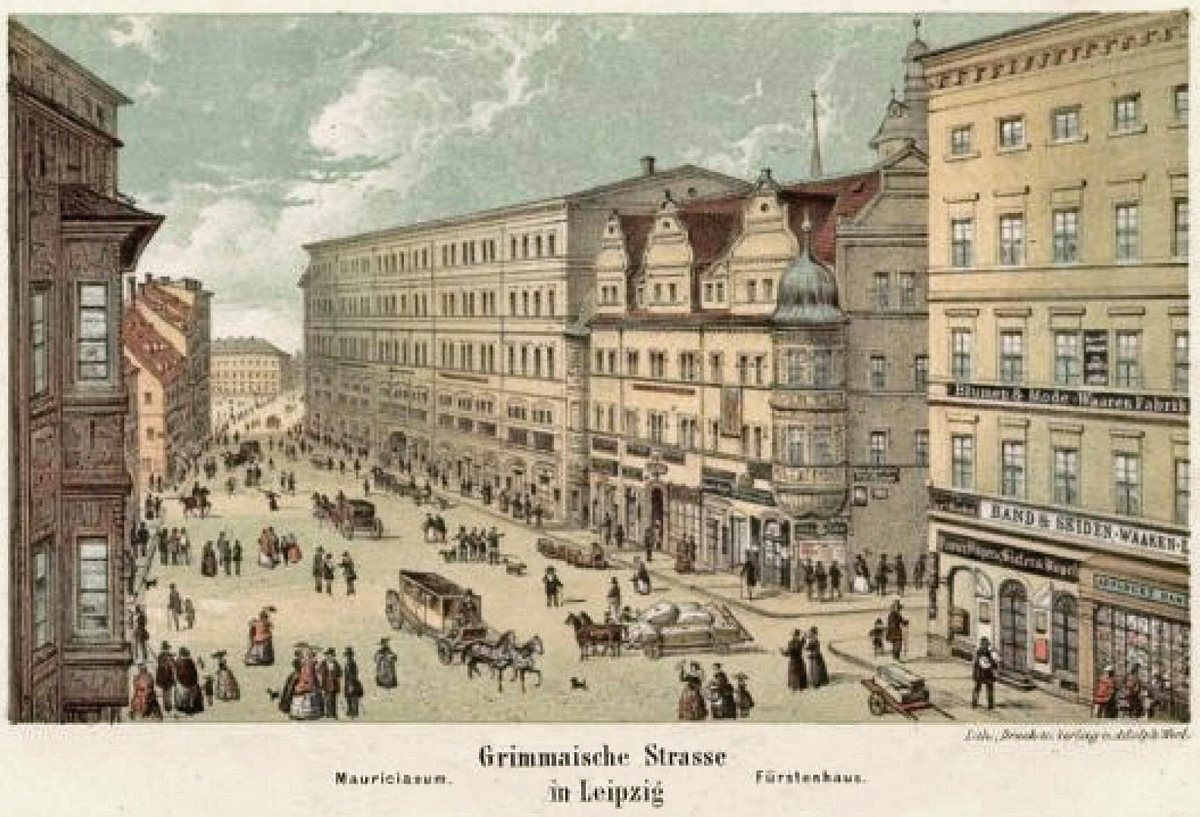
1849–1943 Mauricianum
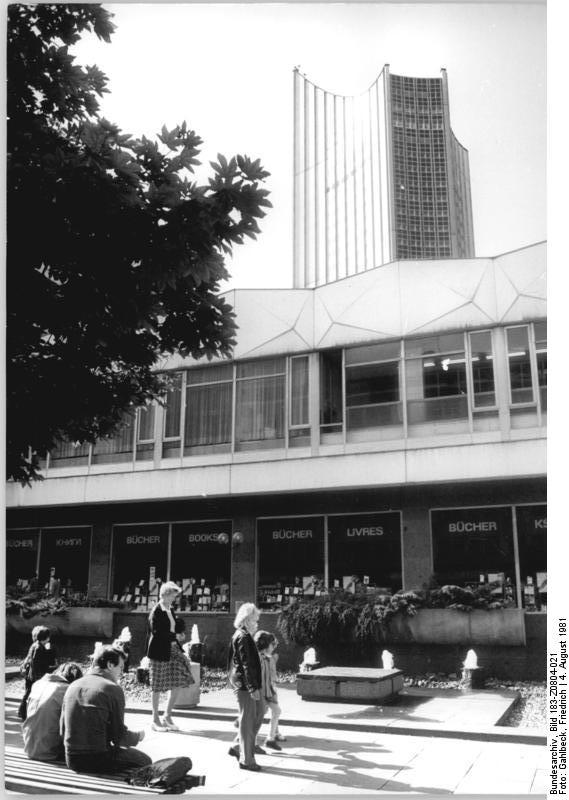
1981 Universitätsbuchhandlung
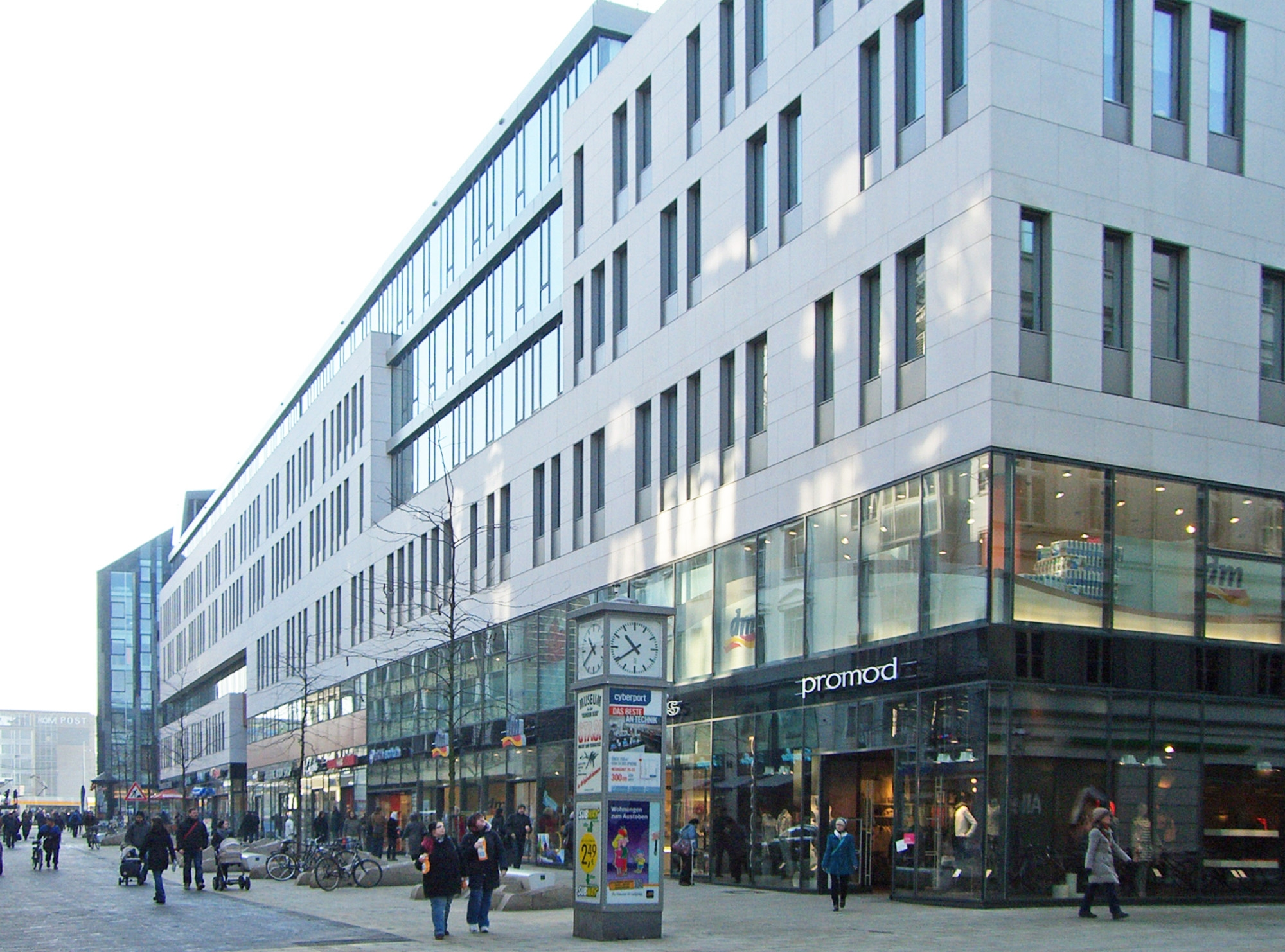
2013 Heutige Bebauung